# Municipio de Rock Creek (condado de Coffey)
El municipio de Rock Creek (en inglés: Rock Creek Township) es un municipio ubicado en el condado de Coffey en el estado estadounidense de Kansas. En el año 2010 tenía una población de 955 habitantes y una densidad poblacional de 6,78 personas por km².

## Geografía
El municipio de Rock Creek se encuentra ubicado en las coordenadas 38°23′24″N 95°35′28″O / 38.39000, -95.59111. Según la Oficina del Censo de los Estados Unidos, el municipio tiene una superficie total de 140.77 km², de la cual 139,72 km² corresponden a tierra firme y (0,75 %) 1,05 km² es agua.

## Demografía
Según el censo de 2010, había 955 personas residiendo en el municipio de Rock Creek. La densidad de población era de 6,78 hab./km². De los 955 habitantes, el municipio de Rock Creek estaba compuesto por el 96,34 % blancos, el 1,05 % eran amerindios, el 0,21 % eran asiáticos y el 2,41 % eran de una mezcla de razas. Del total de la población el 2,09 % eran hispanos o latinos de cualquier raza.